# Isoplexis sceptrum
O Isoplexis sceptrum  é uma planta da família Plantaginaceae, espécie endémica da ilha da Madeira com a denominação Isoplexis sceptrum (L.f.) Loud..
Apresenta-se como um arbusto ramificado perene, com até 4 metros de altura. Folhas grandes, obovado-oblongas, de 10 a  40 centímetros de comprimento, agudas, serradas, reunidas na parte terminal dos ramos.
As flores desta planta são subsésseis reunidas em cachos densos, terminais, glanduloso-pubescentes; corola de 2-3,5 centímetros e laranja-amarelada com linhas purpurescentes, de tubo cilíndrico-campanulado, lábio superior inteiro e lábio inferior com 3 lobos.
Trata-se de uma espécie endémica da ilha da Madeira, que ocorre em comunidades de caulirrosulados.
A floração ocorre de Junho a Agosto.